# Hewlett Packard Tower
Der Hewlett Packard Tower ist ein hohes Bürogebäude in Calgary, Alberta, Kanada. Das Gebäude wurde 1975 fertiggestellt, im internationalen Baustil entworfen, erreicht eine Höhe von 124 Metern und verfügt über 33 Etagen. Das Gebäude befindet sich in der 715 5th Avenue SW.